# العلاقات الأفغانية الطاجيكية
العلاقات الأفغانية الطاجيكستانية هي العلاقات الثنائية التي تجمع بين أفغانستان وطاجيكستان.

## مقارنة بين البلدين
هذه مقارنة عامة ومرجعية للدولتين:
| وجه المقارنة                                              | أفغانستان                    | طاجيكستان                          |
| --------------------------------------------------------- | ---------------------------- | ---------------------------------- |
| المساحة (كم2)                                             | 652.23 ألف                   | 143.10 ألف                         |
| عدد السكان (نسمة)                                         | 34.94 مليون                  | 8.92 مليون                         |
| الكثافة السكانية (ن./كم²)                                 | 53.57                        | 62.33                              |
| العاصمة                                                   | كابل                         | دوشنبه                             |
| اللغة الرسمية                                             | اللغة البشتوية، اللغة الدرية | اللغة الطاجيكية                    |
| العملة                                                    | أفغاني                       | ساماني طاجيكي، الروبل الطاجيكستاني |
| الناتج المحلي الإجمالي (بليون دولار)                      | 20.82 مليار                  | 7.15 مليار                         |
| الناتج المحلي الإجمالي (تعادل القوة الشرائية) بليون دولار | 62.62 مليار                  | 24.03 مليار                        |
| الناتج المحلي الإجمالي الاسمي للفرد دولار أمريكي          | 594                          | 925                                |
| الناتج المحلي الإجمالي للفرد دولار أمريكي                 | 1.93 ألف                     | 2.69 ألف                           |
| مؤشر التنمية البشرية                                      | 0.479                        | 0.624                              |
| رمز المكالمات الدولي                                      | +93                          | +992                               |
| رمز الإنترنت                                              | .af                          | .tj                                |
| المنطقة الزمنية                                           | ت ع م+04:30                  | ت ع م+05:00                        |

## مدن متوأمة
في ما يلي قائمة باتفاقيات التوأمة بين مدن أفغانية وطاجيكستانية:
- ترتبط مزار شريف مع دوشنبه باتفاقية توأمة.

## منظمات دولية مشتركة
يشترك البلدان في عضوية مجموعة من المنظمات الدولية، منها:
| علم المنظمة | اسم المنظمة                        | تاريخ انضمام أفغانستان | تاريخ انضمام طاجيكستان |
| ----------- | ---------------------------------- | ---------------------- | ---------------------- |
|             | مؤسسة التنمية الدولية              | 2 فبراير 1961          | 4 يونيو 1993           |
|             | مؤسسة التمويل الدولية              | 23 سبتمبر 1957         | 2 ديسمبر 1994          |
|             | منظمة حظر الأسلحة الكيميائية       | ?                      | ?                      |
|             | الأمم المتحدة                      | 19 نوفمبر 1946         | 2 مارس 1992            |
|             | الاتحاد الدولي للاتصالات           | 12 أبريل 1928          | 28 أبريل 1994          |
|             | منظمة التعاون الإسلامي             | ?                      | ?                      |
|             | البنك الدولي للإنشاء والتعمير      | 14 يوليو 1995          | 4 يونيو 1993           |
|             | منظمة الشرطة الجنائية الدولية      | ?                      | ?                      |
|             | الاتحاد البريدي العالمي            | ?                      | ?                      |
|             | وكالة ضمان الاستثمار متعدد الأطراف | 16 يونيو 2003          | 9 ديسمبر 2002          |
|             | بنك التنمية الآسيوي                | 1966                   | 1998                   |
|             | يونسكو                             | 4 مايو 1948            | 6 أبريل 1993           |

## وصلات خارجية
- موقع وزارة الخارجية الأفغانية